# Asger Stig Møller
Asger Stig Møller (født 27. januar 1965, død 11. januar 2010) var en dansk forfatter og digter, søn af den senere udenrigsminister Per Stig Møller.
Asger Stig Møller var Per Stig Møllers ældste barn fra hans første, kortvarige, ægteskab med Gitte Jæger, som senere blev gift med forfatteren Thorkild Hansen.
Møller debuterede i 1991 med digtsamlingen Slangen mellem himmel og jord. Han blev i 2001 og 2004 tildelt arbejdslegater af Statens Kunstfond. I 1999 modtog han Forfatterne Harald Kiddes og Astrid Ehrencron-Kiddes Legat.
Fra sin tidlige ungdom var Møller indlagt på psykiatrisk afdeling, og gennem det meste af sit liv var han på forskellige former for medicin. I gennem sin ungdom var han aktiv i BZ-bevægelsen men tilhørte ellers ikke som sådan den yderste venstrefløj. I 2002 udgav han erindringsbogen Patienten O's tilståelser, hvor han både udleverede sig selv og sin berømte familie; bl.a. skrev han om sin alkoholisme, sin brug af prostituerede og sine psykiske lidelser. Bogen vidnede om sønnens kærlighed til sin far.
Gennem de sidste år af sit liv forsøgte han gentagne gange at begrænse sit alkoholforbrug - dog uden held.
I januar 2010 blev han fundet død i sin lejlighed på Nørrebro. Dødsårsagen opgives som sygdom.